# Holod
Holod è un comune della Romania di 3 321 abitanti, ubicato nel distretto di Bihor, nella regione storica della Transilvania.
Il comune è formato dall'unione di 8 villaggi: Dumbrava, Dumbrăvița, Forosig, Hodiș, Holod, Lupoaia, Valea Mare de Codru, Vintere.
Holod ha dato i natali allo scrittore Iosif Vulcan (1841-1907).